# Wielościan Keplera–Poinsota
Wielościany Keplera-Poinsota – zwyczajowa nazwa dla foremnych wielościanów gwiaździstych posiadających ściany będące przystającymi wielokątami wypukłymi bądź wielokątami gwiaździstymi.
Do grupy wielościanów Keplera-Poinsota zalicza się:
- Mały stellowany dwunastościan foremny
- Wielki dwunastościan foremny
- Wielki stellowany dwunastościan foremny
- Wielki dwudziestościan foremny

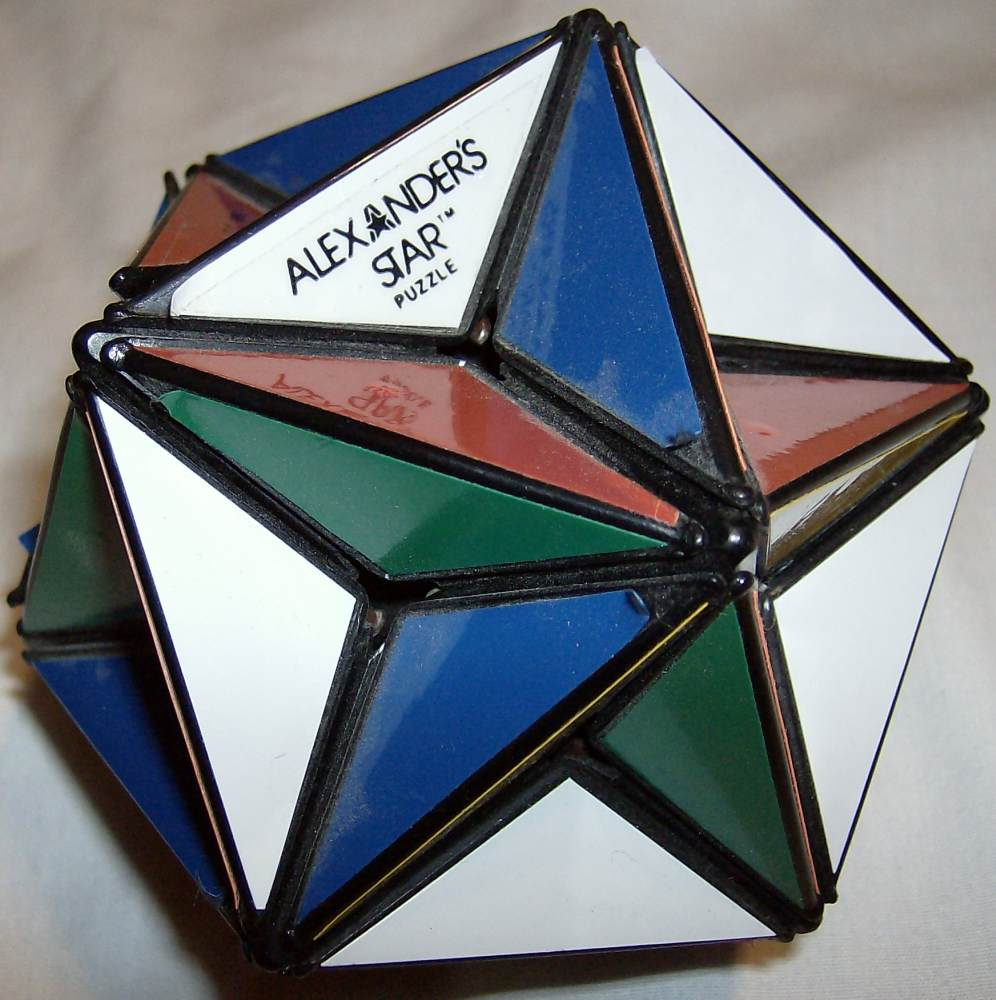
Gwiazda Aleksandra

Holenderski artysta malarz i grafik Maurits Cornelis Escher był zafascynowany stosowaniem brył foremnych w sztuce modernistycznej. W swoim dziele Grawitacja wykorzystał mały stellowany dwunastościan foremny.
Problem tzw. dysekcji geometrycznej dla wielkiego dwunastościanu foremnego został wykorzystany w odmianie Kostki Rubika – Gwieździe Aleksandra.